# 15022 Francinejackson
15022 Francinejackson è un asteroide della fascia principale interna. Scoperto nel 1998, presenta un'orbita caratterizzata da un semiasse maggiore pari a 2,405218 UA e da un'eccentricità di 0,180089, inclinata di 2,236293° rispetto all'eclittica.